# 圣罗萨利亚
圣罗萨利亚是墨西哥南下加利福尼亚州的一个城市，位于下加利福尼亚半岛中部，濒临加利福尼亚湾。该城市为法国风格，特别是在建筑方面。圣罗萨利亚为穆莱赫自治区的行政中心。该地总人口9,768(2005)。

## 历史
1884年，一家法国公司建镇，并在此开采铜矿，铜的开采一直持续到1954年铜矿关闭。